# Голландський крок

Зв'язна система координат ЛА

Анімація автоколивань типу «голландський крок»

Голландський крок — це комбінація коливань по крену і рисканню, яка виникає, коли поперечна стійкість літака сильніша, ніж курсова стійкість. Голландський крок зазвичай є динамічно стійким, але він є небажаною характеристикою для літака через свою коливальну природу.
Походження терміна голландський крок наразі достеменно невідоме, але, ймовірно, що це якось пов'язано з ковзанярським спортом — рухи спортсмена-ковзаняра можуть нагадувати розгойдування літака в просторі.

## Фізика явища
Коливання типу голландський крок виникають внаслідок недостатньої курсової стійкості (флюгерної стабільності) та надмірної поперечної стійкості літака.
При обертанні літака відносно повздовжньої осі OX, за рахунок бічної складової сили тяжіння виникає самовільне ковзання в бік крила, що опускається. Це відразу ж призводить до виникнення моменту поперечної стійкості, який прагне зменшити крен. У той же час виникає і момент курсової стійкості, що прагне розгорнути ніс літака в бік ковзання, що виникло. Оскільки на багатьох літаках курсова стійкість значно слабша за поперечну, то відновлення ковзання відстає за часом від відновлення крену. Літак за інерцією проскакує становище без крену і починає кренитися у протилежний бік. Таким чином, має бути що літак, без втручання пілота в управління, здійснюватиме незатухаючі коливання по крену та ковзанню.
| | У разі порушення бічної рівноваги для літака характерний коливальний рух з одночасним обертанням навколо осей Oy (розташована в площині симетрії літака, перпендикулярна до поздовжньої осі) і Ox (поздовжня). Період цих коливань порівняно невеликий (Тп=1 ≈ 4 с). При збільшенні шляхової стійкості Myβ період коливань зменшується. Зростання шляхового демпфувального моменту Myωy супроводжується більш швидким загасанням коливань і збільшенням їхнього періоду. Важливим параметром, що характеризує одночасний розвиток рухів рискання і крену в процесі малого бокового руху, є відношення амплітуди коливань кутової швидкості крену до амплітуди коливань кутової швидкості рискання, позначуваного ϰ (каппа) = (ωx) max/(ωy) max. Як показують дослідження, параметр ϰ пропорційний добутку відношення коефіцієнтів поперечної та шляхової стійкості mxβ/myβ на відношення моментів інерції відносно осей Oy і Ox, тобто (mxβ*Jy) / (myβ*Jx) Льотна практика показує, що для отримання прийнятних (порівняно швидко вщухають) бічних коливань параметр ϰ має бути меншим за 2,5. За невеликого періоду коливань малого бічного руху льотчик, який має запізнювання реакції в середньому 0,25-0,4 с, практично не в змозі ефективно втрутитися в керування літаком і припинити коливання, що виникли. Спроба втручання льотчика в управління в цих випадках супроводжується, як правило, розгойдуванням літака. |
| — Практическая аэродинамика маневренных самолётов Учебник для лётного состава Под общей редакцией Н. М. Лысенко Военное издательство МО СССР 1977 стр 170, 171, 172 | |

|                                                                                                   | У голландському кроку рискання відстає від крену. Голландський крок більш поширений на великій висоті, де розріджене повітря менш ефективно демпфує його. Голландський крок також більш вірогідний, коли літак сповільнюється, оскільки курсова стійкість буде знижена. Отже, при виникненні голландського кроку пілоти повинні увімкнути демпфер рискання, якщо він ще не увімкнений, збільшити швидкість, якщо це можливо, та знизитися на меншу висоту. Узагальнена процедура виходу з голландського кроку полягає в тому, щоб залишити кермо напрямку в спокої та зробити один великий поштовх елеронами в протилежну сторону від крену на кожному циклі, поки контроль не буде відновлено. |
| — Aerodynamics for Professional Pilots 4th Edition – 2010 Ray Preston B.Sc., M.Ed. pages 143, 144 | |

Стабільність режиму голландського кроку може бути досягнута без флюгерної стабільності
АВІАЦІЙНІ ПРАВИЛА Частина 23 НОРМИ Льотної придатності 23.181 Динамічна стійкість
(b) Будь-які пов'язані бокові коливання (типу "голландський крок"), що виникають у діапазоні між швидкістю звалювання та максимальною допустимою швидкістю польоту, відповідними передбаченій конфігурації літака, повинні бути демпфовані до 1/10 амплітуди за 7 коливань за умови, що основні важелі керування: (1) Звільнені; і (2) Зафіксовані.

На поперечну стійкість впливає аєродинамічне компонування літака і особливо — стрілоподібність крила: у висунутого вперед напівкрила (при розвороті) збільшиться коефіцієнт підіймальної сили, а у відстаючого відповідно зменшиться, так виникне момент крену, що протидіє ковзанню.

## Способи запобігання

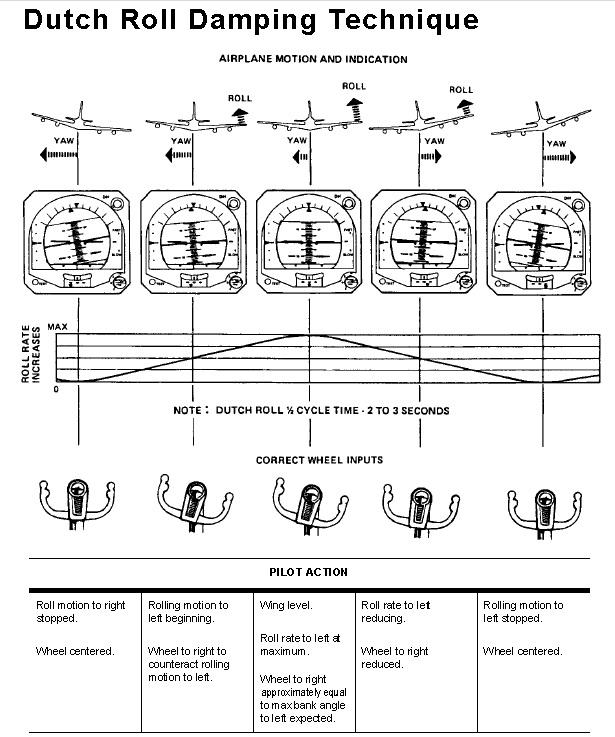
Схема протидії голландському кроку, скан з керівництва до літака Boeing E-3 Sentry

До коливань типу голландський крок більшою чи меншою мірою схильні практично всі літаки, але реальна необхідність технічного вирішення проблеми виникла з появою стрілоподібного крила .

Заходи конструктивної протидії «голландському кроку»: ліворуч — конструкція з низькою дорожньою стійкістю, праворуч — підвищена дорожня стійкість за рахунок подовження хвостової частини фюзеляжу, укрупнення вертикального хвостового оперення, супутнього зміщення крил ближче до носа.

На відносно стійких літаках достатньо ввести в канал управління кермом напрямку контур автоматичного парирування моменту, що розвертає, — це так званий демпфер рискання . Чутливим елементом демпфера рискання є двоступеневий гіроскоп, що реагує на кутову швидкість ω y, щодо нормальної осі ОY, електричний сигнал, що знімається з гіроскопу обробляється, посилюється і подається на кермову машину автопілота або кермовий агрегат САК (система автоматичного керування).
На схильних до розгойдування або статично нестійких літаках встановлені автомати демпфування по всіх трьох каналах (демпфери рискання, тангажу та крену).
Демпфер рискання — це повністю автоматична система, що допомагає пілоту. У польоті під час роботи демпфера та автоматичному відхиленні керма напрямку ніяких переміщень органів управління у кабіні екіпажу немає.

## Пригоди
- 19 жовтня 1959 року Boeing 707-227, бортовий номер N7071, розбився і згорів у річці Стіллагуаміш приблизно за 10 миль на північний схід від Арлінгтона. Четверо з восьми осіб, які перебували на борту, отримали смертельні поранення; один з чотирьох, хто вижив, отримав серйозні травми.

Пілот-інструктор продемонстрував кілька маневрів, включаючи голландські кроки, пілоту-стажисту, капітану авіакомпанії, який здійснював свій перший тренувальний політ перед допуском до польотів на літаку Boeing 707. Пілот-інструктор ініціював голландський крок, при якому кут крену літака досягав 40-60 градусів. Пілот-стажер, який повинен був виконати виведення літака, повернув штурвал повністю вправо, в той час, як правий крен все ще збільшувався. Літак одразу ж почав рискати та різко кренитися вправо. Пілот-інструктор негайно повернув штурвал повністю в протилежну сторону. Літак зупинив обертання в крені більше ніж 90 градусів, а потім покотився вліво ще сильніше, ніж вправо. Пройшло ще кілька коливань, і коли контроль над літаком було відновлено, виявилося, що три з чотирьох двигунів відокремилися від літака, і він горить.
- 3 травня 2013 року, літак-заправник Boeing KC-135 Stratotanker № 63-8877, аеропорт Бішкек, Киргизія. Відмова демпфера рискання після зльоту. Через 9 хв польоту розгойдування за курсом переросло у просторові автоколивання типу «голландський крок». Екіпаж причини розгойдування не визначив. Під час виконання розвороту автоколивання значно посилилися, і на 18 хвилині польоту літак зруйнувався через перевантаження, на які не був розрахований; екіпаж (троє людей) — загинув.

## Посилання

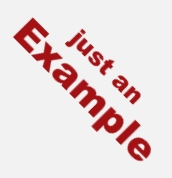
Опис1
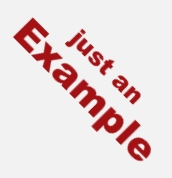
Опис2